# República Árabe Unida
```
   |-
       | 
Erro:
:  
valor não especificado para "
continente
"
```

A República Árabe Unida, RAU (em árabe:الجمهورية العربية المتحدة, al-Jumhūrīyah al-‘Arabīyah al-Muttaḥidah / al-Jumhūrīyah al-‘Arabīyah al-Muttaḥidah), foi um país que nasceu da união entre as repúblicas do Egito e da Síria, estabelecida em 1.º de fevereiro de 1958, como um primeiro passo a caminho de uma "nação pan-árabe", com a união do Egito nasserista, da Síria e, durante um curto período, do Iêmen. A RAU aboliu a cidadania síria e egípcia, e seus habitantes passaram a ser chamados árabes, e o país era referido "território árabe", sendo a pátria árabe correspondente à área compreendida entre o golfo Pérsico e a costa do oceano Atlântico.
A RAU desapareceu em 1961, na sequência de um golpe de Estado, embora o Egito ainda continuasse usando essa denominação até 1971.

## Antecedentes
Inicialmente concebida como esboço de uma grande federação englobando o conjunto do mundo árabe, a  RAU foi criada em 1958, a partir da iniciativa de militares e políticos sírios. Estes estavam inquietos com a possibilidade de que os comunistas chegassem ao poder na Síria. O país tinha um governo democrático desde a queda de Adib al-Shishakli, em 1954.  Diante do eixo hachemita da Jordânia e do Iraque, pró-americanos, e da pressão popular pela unidade árabe, refletida na composição do parlamento, os sírios decidiram promover a unificação de seu país com o Egito. Assim, recorreram a Gamal Abdal Nasser.
Em 1955 foi assinado um primeiro tratado de aliança militar  entre os dois países. O sírio Michel Aflaq, fundador do  Partido Baath defendia que a fusão fosse feita, pois as tensões internas, devidas à Guerra Fria, eram crescentes. Apesar de não estar convencido da capacidade de Nasser para unificar o mundo árabe, vai ao encontro com o líder egípcio em um almoço no Cairo, ocasião em que Nasser coloca as condições da união: ele aceita o princípio da unidade mas exige um Estado fortemente centralizado, um exército sírio despolitizado e que a Síria  passasse a adotar um regime de partido único, à imagem do Egito. Apesar de reticentes, o presidente da república, Shukri al-Quwatli e seu primeiro-ministro, Sabri Assali, aceitam a união.
O sentimento pan-árabe era muito forte na Síria, e Nasser era uma figura popular, considerado como herói no mundo árabe, desde a Guerra de Suez, em 1956. Havia, portanto, um considerável apoio popular na Síria para a união com o Egito.
Além disso,  o  partido comunista sírio era altamente organizado, e o chefe de pessoal do exército sírio, Afif al-Bizri, também era simpatizante do comunismo. A crescente força do Partido Comunista da Síria, sob a liderança de Khalid Bakdash, preocupava os dirigentes do Partido Baath — também mergulhado em uma crise interna. Em meados de 1957, a percepção dominante era de que os comunistas estavam muito perto de alcançar o poder político. Os líderes do Baath estavam ansiosos por encontrar uma saída.
De acordo com Abdel Latif Boghdadi, Nasser resistiu, inicialmente, a uma união total com a Síria, sendo favorável a uma união federal. Mas, em 11 de janeiro de 1958, quando Afif al-Bizri, liderou a segunda delegação síria e desencorajou a unidade sírio-egípcia, Nasser optou pela fusão.
Apenas os sírios que defendiam a unidade (incluindo Salah al-Din Bitar, Ministro das Relações Exteriores, e Akram El-Hourani, um líder Baath) tinham conhecimento prévio sobre a delegação. O Presidente Shukri al-Quwatli e o Ministro da Defesa, Khalid al-Azem, foram notificados um dia depois, o que consideraram como o equivalente a um "golpe militar".
Os protocolos foram assinados pelas principais autoridades egípcias e sírias, apesar da relutância de al-Azem. Nasser tornou-se presidente da república e rapidamente promoveu a repressão aos comunistas sírios e aos opositores da união. Afif al-Bizri e Khaled al-Azem foram demitidos de seus postos.

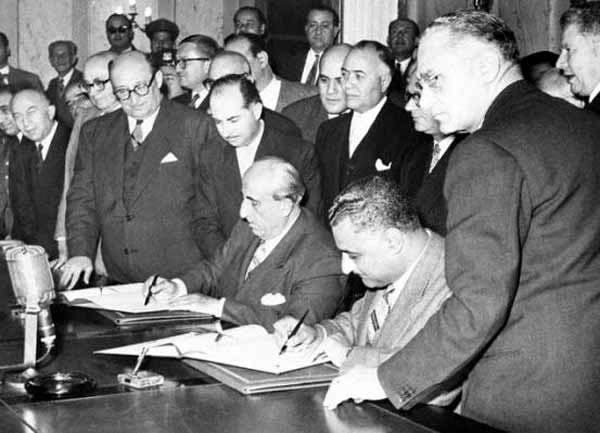
Nasser assina o pacto de unidade com o presidente da Síria, Shukri al-Quwatli, formando a República Árabe Unida (fevereiro de 1958).

Os termos finais de Nasser foram decisivos e não negociáveis: "plebiscito, dissolução dos partidos e retirada do exército da política". Enquanto o plebiscito parecia razoável para a maioria da elite síria, as duas últimas condições foram extremamente preocupantes. Eles acreditavam que isto destruiria a vida política no país. A despeito destas preocupações, os oficiais sírios sabiam que era tarde demais para voltar atrás.  A pressão popular para a união com o Egito já se tornara grande demais.

## História
Para as elites da Síria, a fusão era o menor dos dois males. Acreditavam que os termos de Nasser eram injustos, mas, dada a intensa pressão sobre o governo, sabiam que não tinham escolha. Apesar destas preocupações, acreditavam que Nasser usaria o Baath como o  principal instrumento de controle da Síria. Infelizmente para o Baath, nunca foi intenção de Nasser compartilhar igualitariamente o poder.
O parlamento da Síria ratifica a união com quase 93% de votos a favor. Mais de 92% dos eleitores sírios dizem sim ao referendo sobre a união. Nasser estabelece uma constituição provisória, proclamando uma Assembleia Nacional de 600 membros (400 do Egito e 200 da Síria) e a dissolução de todos os partidos políticos, inclusive o Baath. Nasser deu a cada uma das províncias dois vice-presidentes: no Egito, Abdel Latif Boghdadi e Abdel Hakim Amer; na Síria, Sabri al-Assali e Akram El-Hourani. Uma nova constituição federal foi aprovada.

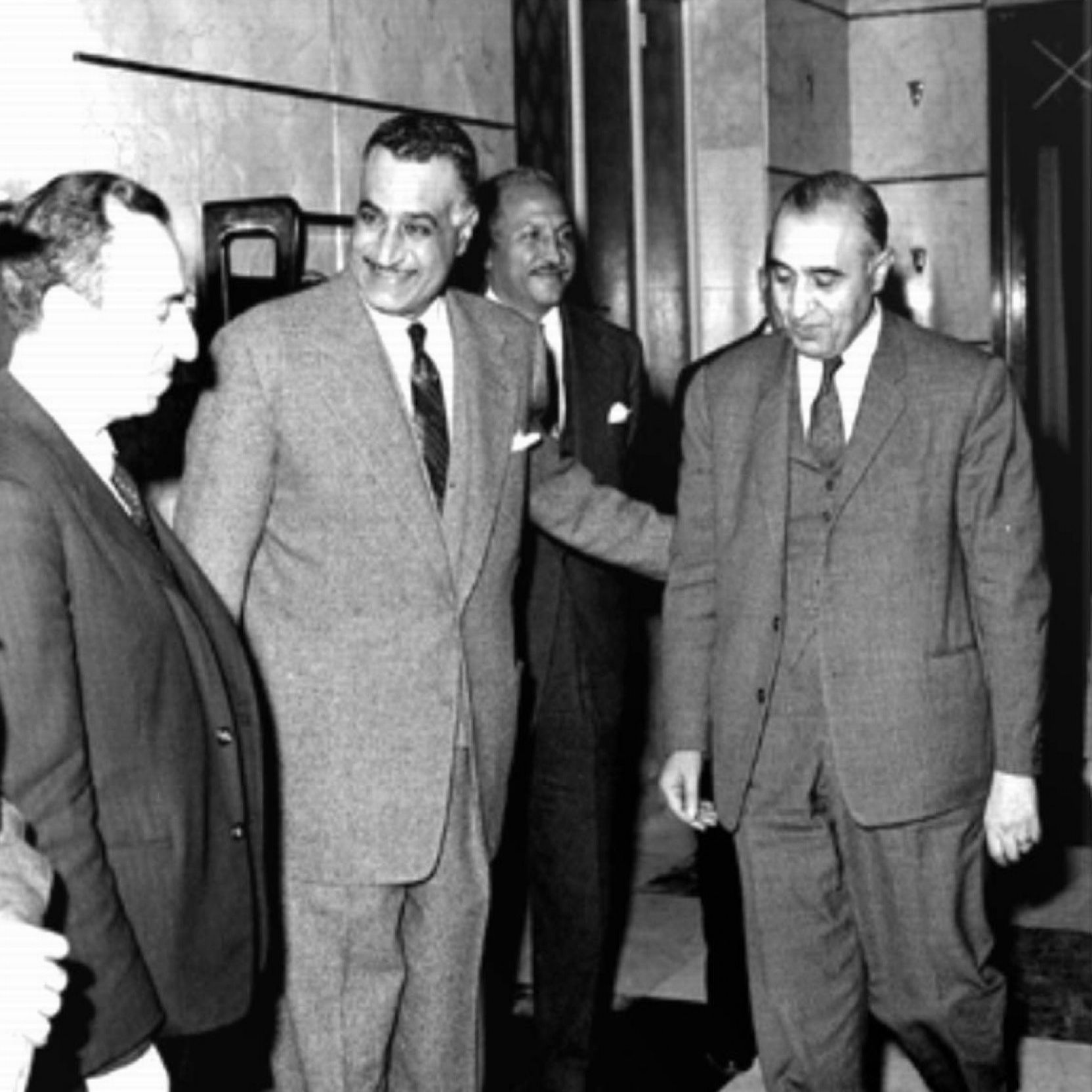
Nasser com Michel Aflaq (esq.) e Salah al-Bitar, que aceitaram dissolver seu partido, o Baath, em benefício da RAU.

Apesar de Nasser ter permitido que antigos membros do Baath mantivessem posições de destaque no governo, eles nunca chegaram a posições tão elevadas quanto os egípcios. No inverno e na primavera de 1959-1960, Nasser foi lentamente empurrando os sírios mais destacados para fora das posições de influência. No Ministério da Indústria da Síria, por exemplo, sete das treze altas posições foram preenchidas por egípcios. Na Autoridade Geral de Petróleo, quatro dos seis principais funcionários eram de nacionalidade egípcia. No outono de 1958, Nasser formou uma comissão tripartite, composta por Zakaria Mohieddine, El-Hourani e Bitar para supervisionar os desenvolvimentos na Síria. Ao transferir os dois últimos, que eram baathistas, para o Cairo, ele neutralizou importantes figuras políticas que tinham suas próprias ideias sobre como a Síria deveria ser administrada dentro da RAU.
Na Síria, organizou-se a oposição à união com o Egito. Oficiais do Exército Sírio ressentiram-se de serem subordinados a oficiais egípcios; as tribos de beduínos da Síria receberam dinheiro da Arábia Saudita para impedir que se tornassem leais a Nasser; o estilo egípcio de reforma agrária era considerado prejudicial à agricultura da Síria; os comunistas começaram a ganhar influência, e os intelectuais do Baath, que apoiavam a união, rejeitaram o sistema unipartidário. Nasser não era plenamente capaz de resolver os problemas na Síria porque estes eram novos para ele e, em vez de nomear sírios para administrar a Síria, ele entregou esta tarefa a Amer. No Egito, a situação foi mais positiva, com um crescimento do PNB de 4,5% e um rápido crescimento da indústria. Em 1960, ele nacionalizou a imprensa egípcia, reduzindo-a a um porta-voz pessoal.

## Relações exteriores

Bandeira do Iraque (1963-1991), propositalmente parecida com a bandeira da RAU, pois o Iraque pretendia ser o terceiro país a aderir à RAU (daí a terceira estrela).

Bandeira da antiga República Árabe do Iémen, também semelhante à bandeira da RAU, pelo apoio do Egito à Revolução de 1962 no Iémen do Norte, um antigo membro dos Estados Árabes Unidos (1958-1961).

A união era interpretada como uma grande ameaça para a Jordânia. A Síria era vista como uma fonte de instigação e abrigo para conspiradores jordanianos contra o Rei Huceine. O próprio status do Egito como um estado hostil ao envolvimento do Ocidente na região (e, portanto, a estreita relação entre os britânicos, em particular, e das monarquias do Iraque e da Jordânia) adicionaram à pressão. A resposta de Hussein foi propor a Faiçal II uma união Jordânia-Iraque para conter a RAU, que foi formada em 14 de fevereiro de 1958. O acordo era para formar um comando militar unificado entre os dois estados, com um orçamento militar unificado, 80% do que deveria ser fornecido pelo Iraque, e os 20% restantes pela Jordânia. As tropas de ambos os países foram trocadas no acordo.
No vizinho Líbano, o presidente Camille Chamoun, um adversário de Nasser, viu a criação da RAU com preocupação. As facções pró-Nasser no país, em sua maioria compostas por muçulmanos e drusos, começaram a colidir com a população maronita que geralmente apoiava Chamoun, culminando em uma guerra civil em maio de 1958. O ex favoreceu a fusão com a RAU, enquanto o último temia o novo país como um satélite do comunismo. Embora Nasser não tivesse a intenção de cobiçar o Líbano, vendo isto como um caso especial, ele se sentiu obrigado a voltar-se a seus partidários, entregando a Abdel Hamid Sarraj a tarefa de enviar-lhes dinheiro, armas leves, e oficiais de treinamento. Em 14 de julho, oficiais do Exército Iraquiano deram um golpe militar contra o Reino do Iraque, que anteriormente havia acabado de se unir com a Jordânia para formar a rival Federação Árabe. Nasser declarou o seu reconhecimento ao novo governo, e afirmou que "qualquer ataque ao Iraque era equivalente a um ataque à RAU". No dia seguinte, fuzileiros navais dos Estados Unidos e forças especiais do Reino Unido desembarcaram no Líbano e na Jordânia, respectivamente, para proteger os dois países de também caírem sob as forças pró-Nasser. Para Nasser, a Revolução de 14 de Julho no Iraque deixou o caminho livre para o nacionalismo árabe. Embora a maioria dos membros do Conselho Revolucionário de Comando Iraquiano favorecia unir o Iraque com a RAU, o novo presidente Abdel Karim Kassem discordou. Said K. Aburish declarou razões para isso, o que poderia ter incluído a recusa de Nasser de cooperar com e encorajar os oficiais iraquianos livres um ano antes do golpe ou Kassem via Nasser como uma ameaça à sua supremacia como líder do Iraque.
Mais tarde, em julho, o Governo dos Estados Unidos convenceu Chamoun a não buscar um segundo mandato, e isto permitiu a Fuad Chehab ser eleito o novo presidente do Líbano. Nasser e Chehab se reuniram na fronteira sírio-libanesa, e Nasser explicou à Chehab que ele nunca quis a união com o Líbano, mas apenas que o país não fosse utilizado como uma base contra a RAU. O resultado desta reunião foi o fim da crise no Líbano, com Nasser deixando de abastecer seus partidários e os Estados Unidos estabelecendo um prazo para a retirada da área.
O estado árabe mais favorável à RAU foi inicialmente o Iraque. O Iraque procurou juntar-se à união entre 1960 e 1961, e em seguida reunificar a união após 1963, com a proposta do Egito, Iraque e Síria reformando a República Árabe Unida. Uma nova bandeira foi proposta; três estrelas, simbolizando os três estados que constituíram a união. No entanto, a união não era para ser. O Iraque ainda continuou a utilizar a bandeira de três estrelas, e mais tarde a adotou como a bandeira nacional do país. A bandeira de três estrelas permaneceu como a bandeira nacional iraquiana (com algumas modificações) até 2007.

## Nacionalização econômica
Em junho de 1960, Nasser tentou estabelecer reformas econômicas que trariam a economia síria mais de acordo com o extremamente forte setor público egípcio. Infelizmente, essas mudanças fizeram pouco para auxiliar a economia. Ao invés da mudança em direção ao crescimento do setor privado, Nasser embarcou em uma onda de nacionalizações sem precedentes na Síria e no Egito. Isso começou em julho de 1961, sem consultar  as principais autoridades econômicas da Síria. O comércio total de algodão foi tomado pelo governo, assim como todas as empresas de importação e exportação. Em 23 de julho de 1961, Nasser anunciou a nacionalização de bancos, companhias de seguros e toda a indústria pesada. Nasser também estendeu os seus princípios de justiça social. O limite da terra foi reduzida de 200 para 100 feddans. As taxas de juros para os agricultores foram drasticamente reduzidas ao ponto de de serem eliminadas em alguns casos. Um imposto de 90% foi instituído em todos os rendimentos acima de £ 10 mil. Os trabalhadores e empregados foram autorizados a ter representantes em conselhos de administração. Eles também receberam o direito a uma cota de 25% no lucro de suas empresas. A jornada média de trabalho também foi cortada de oito horas para sete, sem uma redução da remuneração.

## Colapso
Apesar das dificuldades econômicas, o que realmente produziu o desaparecimento da RAU foi a incapacidade de Nasser para encontrar um sistema político adequado ao novo regime. Dada a sua agenda socialista no Egito, o Partido Baath deveria ter sido o seu aliado natural, mas Nasser estava hesitante em compartilhar o poder. Embora Amer tivesse permitido alguma liberalização da economia, para tranquilizar os empresários sírios, a sua decisão de fraudar as eleições da União Nacional (partido único, que substituiu o Baath), com a ajuda do Coronel Abdel Hamid al-Sarraj (um oficial do Exército Sírio simpatizante de Nasser), levou os líderes do Baath a se insurgirem. O Baath ganhou apenas 5% dos assentos nos altos comitês, enquanto que políticos mais conservadores "ganharam" uma maioria significativa. Sarraj foi nomeado chefe da União Nacional na Síria  e, na primavera de 1960, havia substituído Amer como presidente do Conselho Executivo da Síria. Sob Sarraj, a Síria foi governada por uma força de segurança brutal, projetada para suprimir toda a oposição ao regime.
O aumento do controle no setor público foi acompanhado de uma forte centralização do poder. Nasser aboliu os governos regionais em favor de uma autoridade central que ficava instalada em Damasco nos meses de fevereiro e maio  e, no resto do ano, ficava no Cairo. Como parte desse processo de centralização, Sarraj foi transferido para o Cairo, onde se viu com bem pouco poder real. Em 15 de setembro de 1961, ele volta para a Síria e, poucos dias depois,  no dia 26, renuncia ao posto. Sem nenhum aliado mais próximo para cuidar da Síria, Nasser não se deu conta da crescente insatisfação dos militares. Em 28 de setembro, um grupo de oficiais deu um golpe, declarando a Síria independente da RAU. Embora os líderes do golpe estivessem dispostos a renegociar a união — sob condições que colocassem a Síria em pé de igualdade com o Egito — Nasser recusou-se a fazê-lo. Inicialmente considerou a possibilidade de enviar tropas para derrubar o novo regime mas afinal desistiu, ao saber que seus últimos aliados na Síria tinham  sido derrotados. Nas  declarações que se seguiram ao golpe, Nasser reafirmou que nunca desistiria do seu objetivo — a completa união árabe. Todavia ele nunca mais conseguiria realizar qualquer avanço nessa direção.